# Wackerow
Wackerow ist eine Gemeinde im Norden des Landkreises Vorpommern-Greifswald, die an die Universitäts- und Hansestadt Greifswald angrenzt. Die Gemeinde wird vom Amt Landhagen mit Sitz in Neuenkirchen verwaltet.

## Geografie

### Lage
Wackerow liegt nördlich des Flusses Ryck etwa zwei Kilometer nordwestlich von Greifswald.

### Ortsteile
| - Dreizehnhausen - Groß Petershagen - Groß Kieshof - Immenhorst | - Klein Kieshof - Klein Petershagen - Steffenshagen - Wackerow | - Jarmshagen (Dorf) - Jarmshagen Hof I (Gut) - Jarmshagen Hof II (S) - Jarmshagen Hof III (SW) - Jarmshagen Hof IV (SW) | Wüstungen im Gemeindebereich - Wackerdahl (historisch) - Redeswitz (historisch) |

Nach Änderung der Hauptsatzung der Gemeinde Wackerow werden die Höfe von Jarmshagen wie vor 1990 im Sinne des postalischen Nachvollzuges und des Rettungswesens seit 2008 wieder eigenständig als Ortsteile geführt.

## Geschichte

### Dreizehnhausen
Dreizehnhausen wurde nach 1920 als Wackerow Ausbau angelegt. Erst nach 1945 wurde der Name Dreizehnhausen eingeführt, weil damals wohl genau dreizehn Wohnhäuser bestanden haben. Aber erst 1995 taucht der Name dann in den offiziellen Gemeindeverzeichnissen auf. Heute ist der Ort ein beliebter Wohnplatz im Speckgürtel der Stadt Greifswald und hat sich dementsprechend ausgedehnt.

### Groß Petershagen
Groß Petershagen wurde erstmals 1285 als „Petereshagen“ urkundlich erwähnt. Es ist eine deutsche Gründung – -hagen bedeutet Wald, also Rodung im Wald. Im Dreißigjährigen Krieg wurde der Ort total wüst, dann nach dem Krieg als Vorwerk mit Nebenhof wieder aufgebaut.
Das Gut einschließlich Park sind noch in Teilen vorhanden. Das Dorf hatte auch eine Windmühle, die vor 1920 verschwand.
Die Gemeinde Groß Petershagen wurde am 13. Juni 1999 nach Wackerow eingemeindet.

### Immenhorst
Immenhorst wurde erstmals 1833 urkundlich genannt, war aber als einzelner Hof bereits 1826/27 im Besitz des Gutes Neuenkirchen der Uni Greifswald. Der Name Immenhorst bedeutet „Bienenzucht im Wald“.
Noch auf dem MTB 1920 wurde das Anwesen als „Hof Immenhorst“ bezeichnet. Erst im Gemeindeverzeichnis von 1995 wurde Immenhorst als eigenständige Ortschaft registriert.

### Groß Kieshof
Groß Kieshof wurde erstmals 1343 als Kitzen genannt. Nach vielen verschiedenen Namensvarianten wird der Ort erst 1708 Kieshof genannt und dann 1957 Groß Kieshof. Kitzen oder auch Kietz bedeutet im Slawischen – Hütte, Wohnung oder Haus.

### Jarmshagen (Dorf)
Das Kirchdorf Jarmshagen wurde 1280 erstmals als Germarshagen urkundlich genannt. Dem Namen nach ist es ein frühdeutsches Rodungsdorf. Erst 1696 wurde es als Jarmshagen erwähnt. In der erstgenannten Urkunde hatte Bischof Hermann von Kammin den Zehnten aus Jarmshagen an das Kloster Eldena gegeben.
1281 bestätigte Herzog Bogislaw IV. dem Kloster Eldena den Besitz am ganzen Dorf „Germereshagen“.
1357 verkaufte das Kloster das Dorf an die Stadt Greifswald.
Der Form nach ist es ein kleines Angerdorf, das sich erst nach 1945 zu einem größeren Wohnplatz entwickelte. In der Mitte des Angers steht die kleine Kirche, eher eine Kapelle, umgeben von einem Kirchhof. Westlich liegt in 1,5 km Entfernung ein Forstgehöft, das wohl zum Dorf gezählt wird.
Jarmshagen Hof I (Gut)
Das Gut Jarmshagen wurde 650 m südlich vom Dorf vor 1863 laut Katasterkarte angelegt. Es war relativ klein und hatte nur einen Landarbeiterkaten. Das Gutshaus ist erhalten, die Wirtschaftsgebäude sind meistens erneuert in den LPG-Zeiten.
Jarmshagen Hof II (S)
Hof II wurde weitere 600 m, also 1,25 km südlich vom Dorf ebenfalls vor 1863 angelegt. Es war ein Dreiseit-Bauernhof und ist heute ein Wohnplatz.
Jarmshagen Hof III (SW)
Der Hof III liegt südwestlich vom Dorf und ist 1,2 km entfernt. Auch dieser wurde als Dreiseithof vor 1863 angelegt.
Jarmshagen Hof IV (SW)
Hof IV liegt noch weiter südwestlich des Dorfes in ca. 2 km Entfernung. Auch dieser ist ein Dreiseithof von vor 1863.

### Klein Kieshof

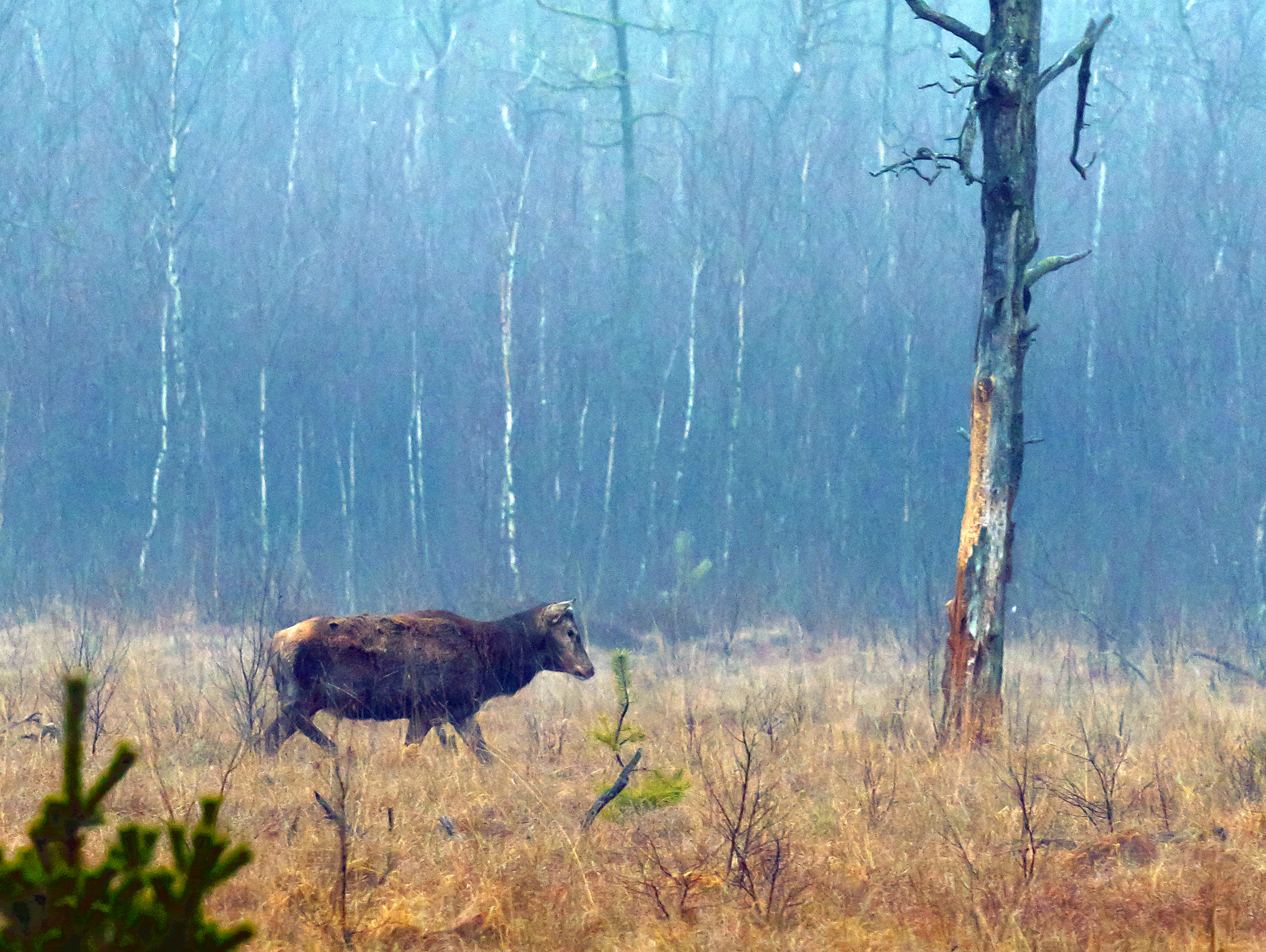
Rothirsch im Kieshofer Moor

Klein Kieshof wurde mit dem Namen erstmals im Gemeindeverzeichnis 1932 genannt. Es scheint als Vorwerk zum Gut Groß Kieshof nach 1835 (laut PUM) und vor 1880 (laut MTB) angelegt worden zu sein. Namensgebung siehe Groß Kieshof.

### Klein Petershagen
Klein Petershagen wurde erst 1884 als solches genannt. Bedeutung und Gründung siehe Groß Petershagen.

### Steffenshagen
Direkt neben Steffenshagen liegt ein archäologisches Fundgebiet, dort fand Eggers 1889 ein Urnengräberfeld aus der vorrömischen Eisenzeit (600 vdZ bis 0). Das belegt ein frühzeitige Besiedlung des Gebietes.
Steffenshagen wurde erstmals 1285 als „Stephaneshagen“ urkundlich genannt. Die Grundlage war ein großes slawisches Dorf mit dem Namen „Redos“, das 1249 geteilt und als Hägerdorf von Wackerow abgesondert neu angelegt wurde. Es hieß „indago iuxta Wackerow“. Dies wurde später unter zwei Einwanderer (Stephan und Peter) verteilt. Danach hießen die Anwesen „Stephaneshagen“ und „Petereshagen“. Das ist die Herkunftsgeschichte des Namens von Steffenshagen.
Steffenshagen hatte ein relativ kleines Gut, 450 m östlich einen Bauernhof, sowie weiter östlich in ca. 1,2 km Entfernung den Forsthof Steffenshagen. Nördlich gegenüber der Bauernsiedlung liegt die alte Dorfschule. Alle drei Außenplätze haben auch heute den Status und die Größe von autonomen Wohnplätzen unter dem Namen Steffenshagen. Das ursprüngliche Dorf war von der Form her ein Gutsdorf mit dem Gut und der Landarbeiterkatenzeile.
Seit 1896 wurde Steffenshagen von der Bahnstrecke Greifswald–Grimmen–Tribsees tangiert und hatte dort auch einen Haltepunkt. Sie war aber eine Normalspurbahn. Im Sommer 1945 wurde die Strecke bis auf kleine Reste als Reparation abgebaut. Ein Wiederaufbau unterblieb.

### Wackerow
Beim Bau der Greifswalder Ortsumgehung wurde bei Wackerow nahe dem Ryck eine spätslawische Siedlung (1000 bis 1200) archäologisch freigelegt. Auch im Ort bestand eine spätslawische Siedlung, die archäologisch festgestellt wurde, auf deren Gebiet wurde zu frühdeutscher Zeit (ab 1230) eine Turmhügelburg aufgerichtet, der jetzige Turmhügel „Venusberg“. Die Satellitenbilder zeigen deutliche Bodenverfärbungen um den Turmhügel.
Wackerow wurde erstmals 1208 als „Wakare“, 1248 als „Waccarogh“ bzw. 1249 als „Wacharogh“ urkundlich erwähnt. Der slawische Name wurde als „verkrüppelter Baum“ gedeutet, es wird aber angenommen, dass der Name nachträglich slawisiert wurde und tatsächlich eine Namensgebung durch dänische Mönche ist und somit auch „schöner Baum“ oder etwas Ähnliches bedeuten kann.
Bis zum Jahr 1341 gehörte die Ortschaft zum Kloster Eldena, welches den Ort danach aus Geldnot an die Stadt Greifswald verkaufte. Durch Pestepidemien und durch den Dreißigjährigen Krieg verschwand der Ort fast völlig von der Landkarte. So wurde Wackerow von den Schweden völlig eingeäschert, um nach erfolgtem Wiederaufbau 1628 von den Wallensteinischen Truppen zerstört zu werden. Schon 1635 beschloss die Stadt Greifswald, Wackerow wieder aufzubauen. 1660 wurde der Ort im Schwedisch-Polnischen Krieg durch brandenburgische Truppen erneut zerstört. Im Jahr 1681 wurden von der Stadt Greifswald hier Holländer- und Kosakenfamilien angesiedelt.
Seit 1863 wird Wackerow von der Bahnlinie Angermünde–Stralsund berührt, hatte aber nur während der Zeit, als dort bis 1945 der Abzweig der Linie nach Grimmen bestand, einen Haltepunkt.
Wackerow hatte ein beachtliches Gut, von dem aber nur das Herrenhaus übrig blieb, die sechs großen Wirtschaftsgebäude sind nicht mehr vorhanden, der Hof wurde nach 1945 fast vollständig überbaut, das gilt auch für den ehemaligen Gutspark.
Von der Anlage her war Wackerow ein Gutsdorf mit dem dominanten Gut und der westlich parallel dazu verlaufenden Landarbeiterkatenzeile. Nach 1945 veränderte sich die Dorfform beträchtlich und besonders nach 1990. Da Greifswald zu wenig Bauplätze für Eigenheime anbot, entwickelte sich Wackerow, wie auch die anderen Umlandortschaften, sprunghaft als „Speckgürtel“.
Eine von Greifswald gewünschte Fusion zwischen der Stadt und Wackerow ist mit einem Bürgerentscheid in Wackerow im Januar 2013 mit 520 gegen 356 Stimmen abgelehnt worden. 1188 Bürger waren zur Stimmabgabe aufgerufen. Ein weiterer Versuch der Fusion scheiterte im August 2018 erneut mit 442 Stimmen dagegen und 417 dafür.
Dank des niedrigen Gewerbesteuerhebesatzes galt Wackerow eine Zeit lang als „Steueroase“. Heute ist der Satz jedoch wieder an Normalwerten angeglichen.
Wackerdahl (historisch)
Wackerdahl wurde urkundlich erstmals 1278 als „Stutienshoff“ genannt. Mit Stuterei wurden früher Schäferei- oder Holländerei-Vorwerke bezeichnet. Erst 1358 wurde der Name „Wackerdahl“ urkundlich. Der Name bedeutet, dass der Ort niedriger (dahl) lag als der Hauptort Wackerow. Es war ein Vorwerk westlich von Wackerow zu dessen Gut.
Der Hof wurde im Dreißigjährigen Krieg zerstört und wüst, aber im 18. Jahrhundert wieder aufgebaut.
Seit 1985 liegt der Ort wüst. Die Konturen des abgeräumten Gehöftes sind in der Satellitenaufnahme noch erkennbar. Die Flächen auf der dazugehörigen Waldlichtung wurden kürzlich aufgeforstet.
Redeswitz (historisch)
Redeswitz wurde als „Redos“ 1207 erstmals urkundlich erwähnt. 1221 erscheint dann der richtige Name. Der Ort bei Wackerow ist nicht genau lokalisiert. T. Pyl nahm aber an, dass der Ort nicht mit Wackerow identisch ist, sondern nur in der Feldmark liegt. Beim Bau der Greifswalder Umgehung wurde südwestlich von Wackerow eine größere slawische Siedlung archäologisch nachgewiesen, wahrscheinlich handelt es sich um diesen Ort. Nach 1241 lag der Ort bereits wüst.

## Bevölkerung
| Jahr | Einwohner |
| ---- | --------- |
| 1990 | 0252      |
| 1995 | 0472      |
| 2000 | 1408      |
| 2005 | 1503      |
| 2010 | 1414      |
| 2015 | 1360      |

| Jahr | Einwohner |
| ---- | --------- |
| 2020 | 1496      |
| 2021 | 1512      |
| 2022 | 1547      |
| 2023 | 1542      |

Stand: 31. Dezember des jeweiligen Jahres

## Religion
16 % der Einwohner von Wackerow sind evangelisch, nur 3 % katholisch. Die Evangelischen gehören zur Kirchengemeinde Gristow-Neuenkirchen der Evangelisch-Lutherischen Kirche in Norddeutschland, zu der auch die Kapelle Jarmshagen gehört. Für die wenigen Katholiken ist die Pfarrei St. Otto mit Sitz in Greifswald, Erzbistum Berlin, zuständig, deren nächste Kirche die Pfarrkirche St. Joseph (Greifswald) ist.

## Politik

### Gemeindevertretung
Die Gemeindevertretung von Wackerow besteht aus 12 Mitgliedern. Die Kommunalwahl am 9. Juni 2024 führte bei einer Wahlbeteiligung von 81,1 % zu folgendem Ergebnis:
| Partei / Wählergruppe          | Stimmenanteil 2019 | Sitze 2019 |  | Stimmenanteil 2024 | Sitze 2024 |
| ------------------------------ | ------------------ | ---------- |  | ------------------ | ---------- |
| Bürgergemeinschaft             | 42,3 %             | 4          |  | 50,5 %             | 7          |
| CDU                            | 39,5 %             | 4          |  | 49,5 %             | 5          |
| AfD                            | 09,6 %             | 1          |  | –                  | –          |
| Einzelbewerber Thomas Propp    | 04,4 %             | 1          |  | –                  | –          |
| Einzelbewerber Gregor Pautsch  | 02,6 %             | –          |  | –                  | –          |
| Einzelbewerber Volker Markmann | 01,7 %             | –          |  | –                  | –          |
| Insgesamt                      | 100 %              | 10         |  | 100 %              | 12         |

### Bürgermeister
- 1990–2019: Manfred Hering (CDU)[12]
- 2019–2024: Torsten Maaß (Bürgergemeinschaft)
- seit 2025: Kai Dröse (CDU)

Bei der Bürgermeisterwahl am 26. Mai 2019 wurde Maaß mit 56,0 % der gültigen Stimmen gewählt.
Am 9. Juni 2024 wurde Dröse mit 55,5 % der gültigen Stimmen zu seinem Nachfolger gewählt. Auf Grund eines gerichtlichen Wahlprüfungsverfahrens wegen des Verdachts der Nichterfüllung der Wählbarkeitsvoraussetzung wurde Dröse erst Anfang 2025 zum Bürgermeister ernannt.

### Wappen, Flagge, Dienstsiegel
Die Gemeinde verfügt über kein amtlich genehmigtes Hoheitszeichen, weder Wappen noch Flagge. Als Dienstsiegel wird das kleine Landessiegel mit dem Wappenbild des Landesteils Vorpommern geführt. Es zeigt einen aufgerichteten Greifen mit aufgeworfenem Schweif und der Umschrift „GEMEINDE WACKEROW LANDKREIS VORPOMMERN-GREIFSWALD“.

## Sehenswürdigkeiten
- Naturschutzgebiet Steffenshagener Heide und Kieshofer Moor
- Kapelle Jarmshagen
- Turmhügel „Venusberg“ Wackerow
- Gutsanlage Groß Petershagen

## Verkehr
Durch die Gemeinde verläuft die Bundesstraße 105. Die Bundesautobahn 20 ist über die Anschlussstelle Greifswald (etwa 17 Kilometer) erreichbar. Durch Wackerow führt die Bahnstrecke Angermünde–Stralsund.